# Phoenix Art Museum
Le Phoenix Art Museum est un musée d'art situé à Phoenix en Arizona, aux États-Unis.
Sur 26 500 m2, il présente des expositions internationales aux côtés de sa vaste collection de plus de 18 000 œuvres.

## Œuvres

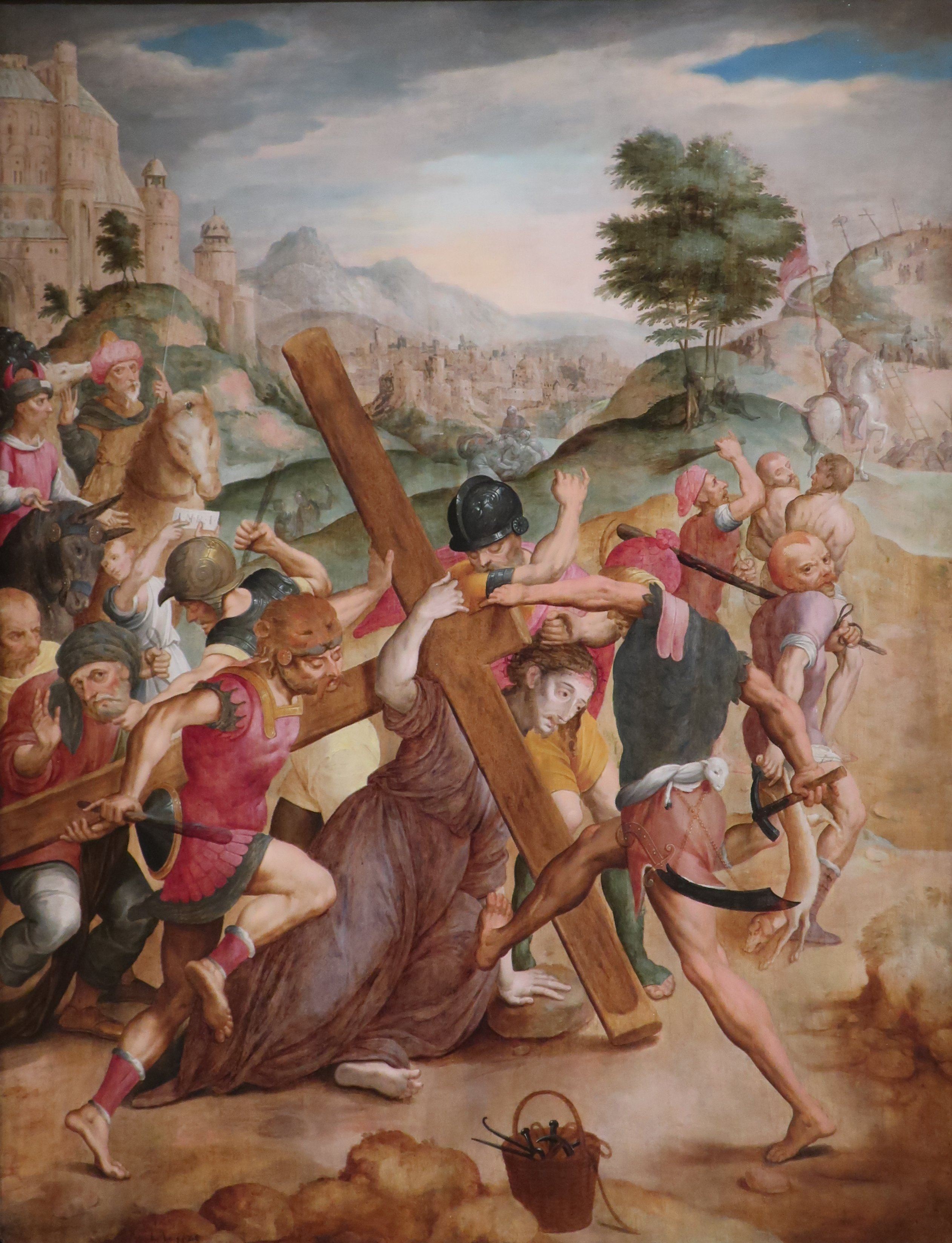
Lambert Lombard, Christ Carrying the Cross, 1529
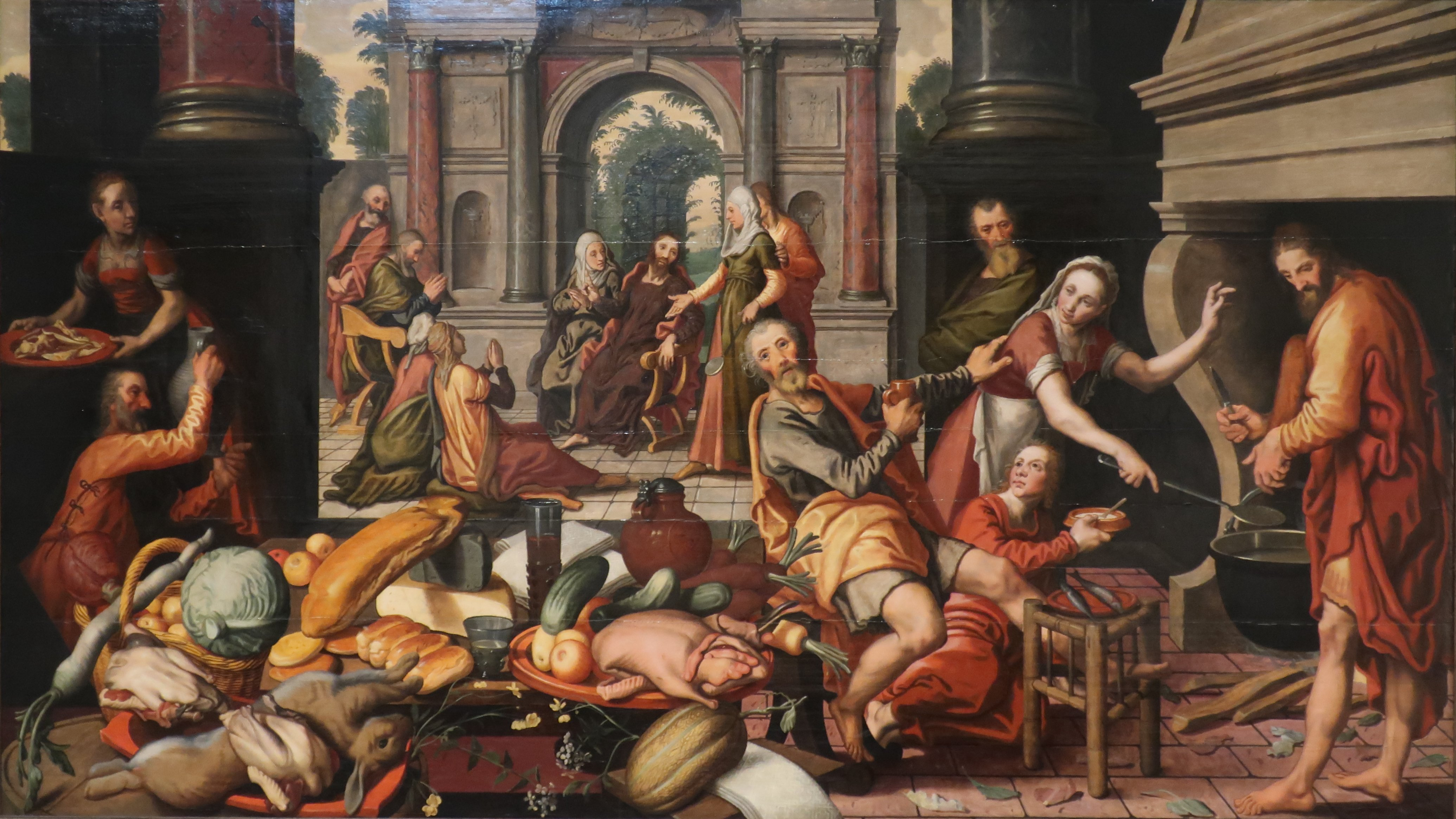
Pieter Aertsen, Christ in the House of Martha and Mary, XVIe siècle
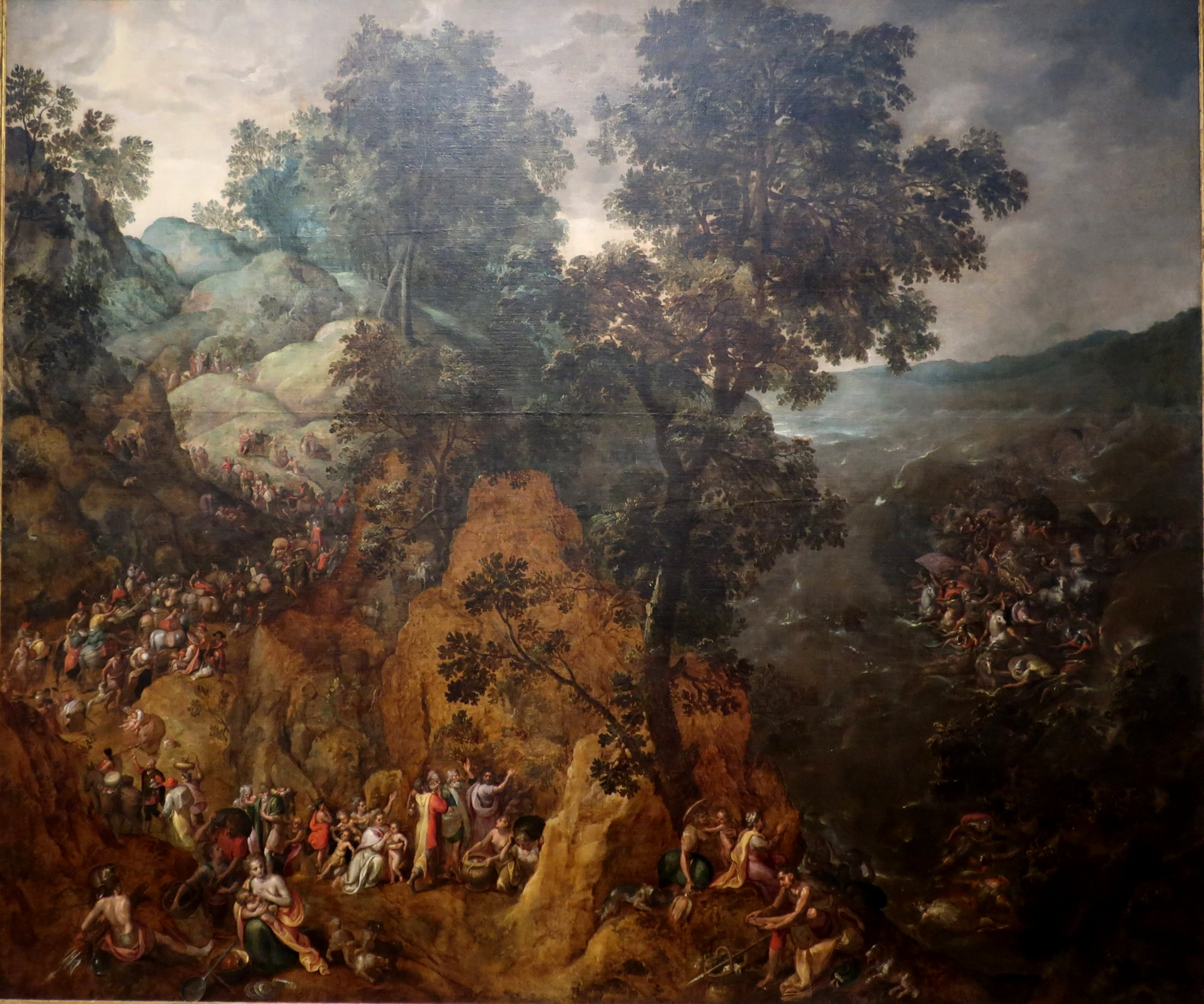
Gillis Mostaert, Landscape with the Israelites Flight from Egypt, fin du XVIe siècle
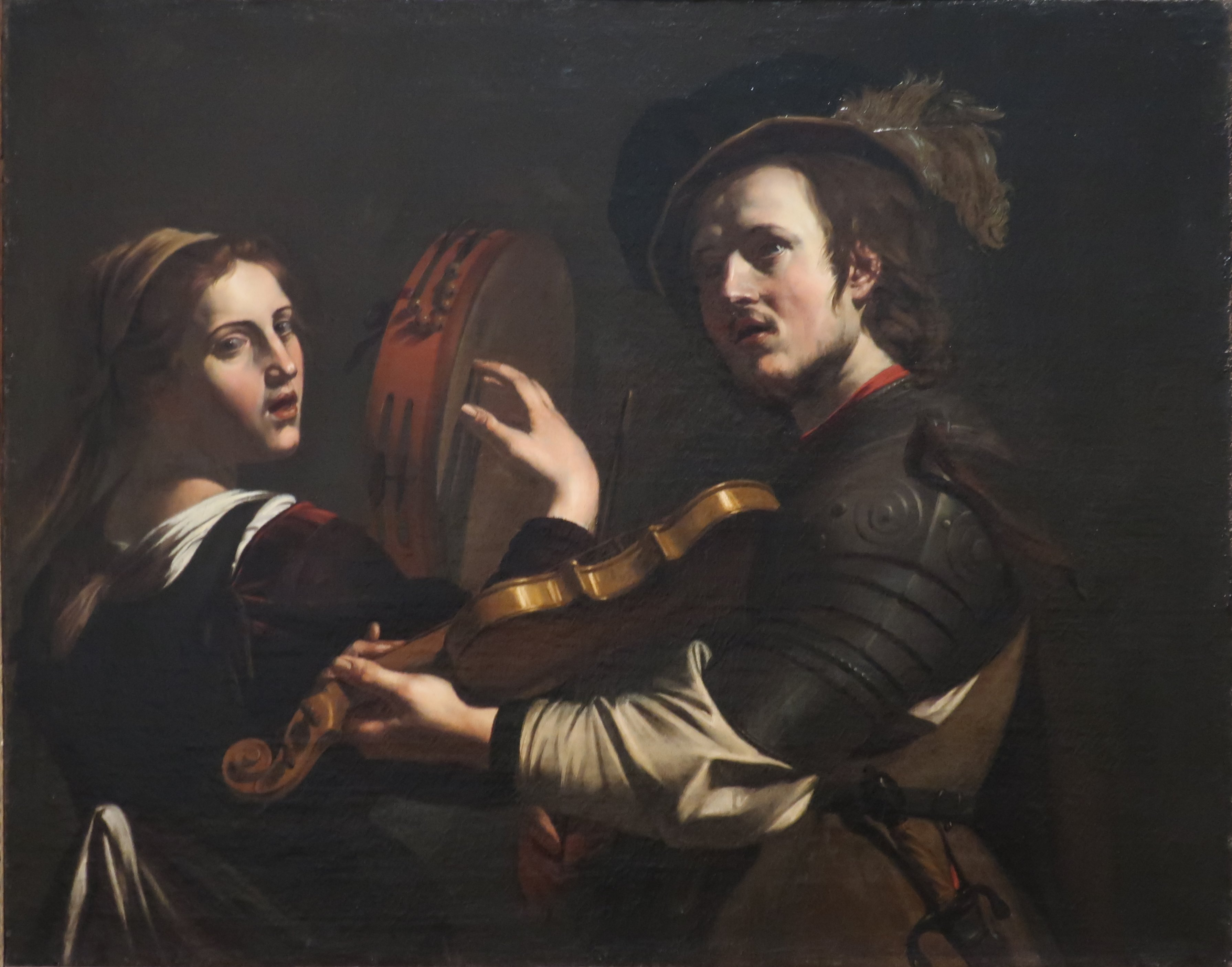
Bartolomeo Manfredi, A Musical Pair, vers 1620
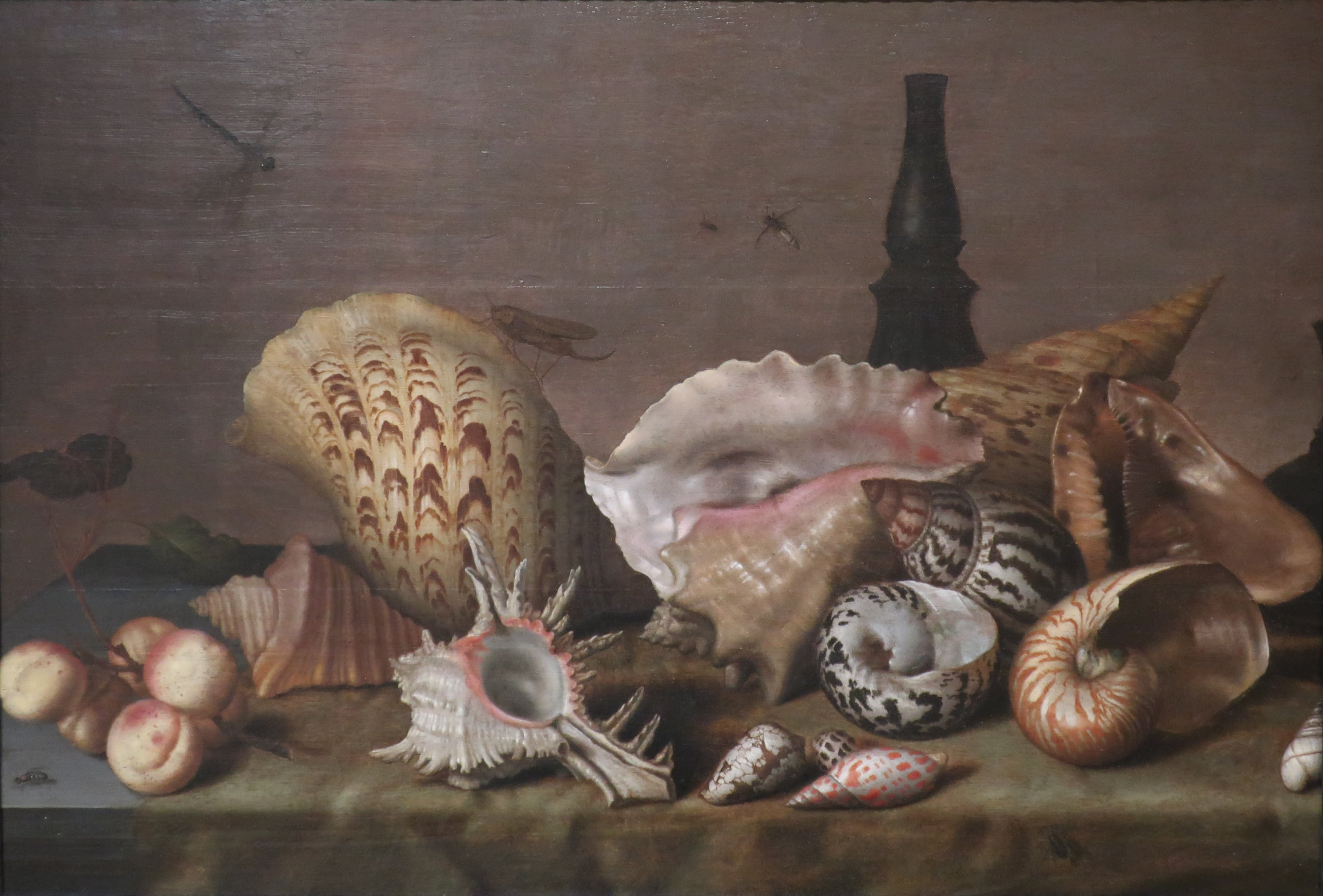
Balthasar van der Ast, Sea Shells, entre 1630 et 1650
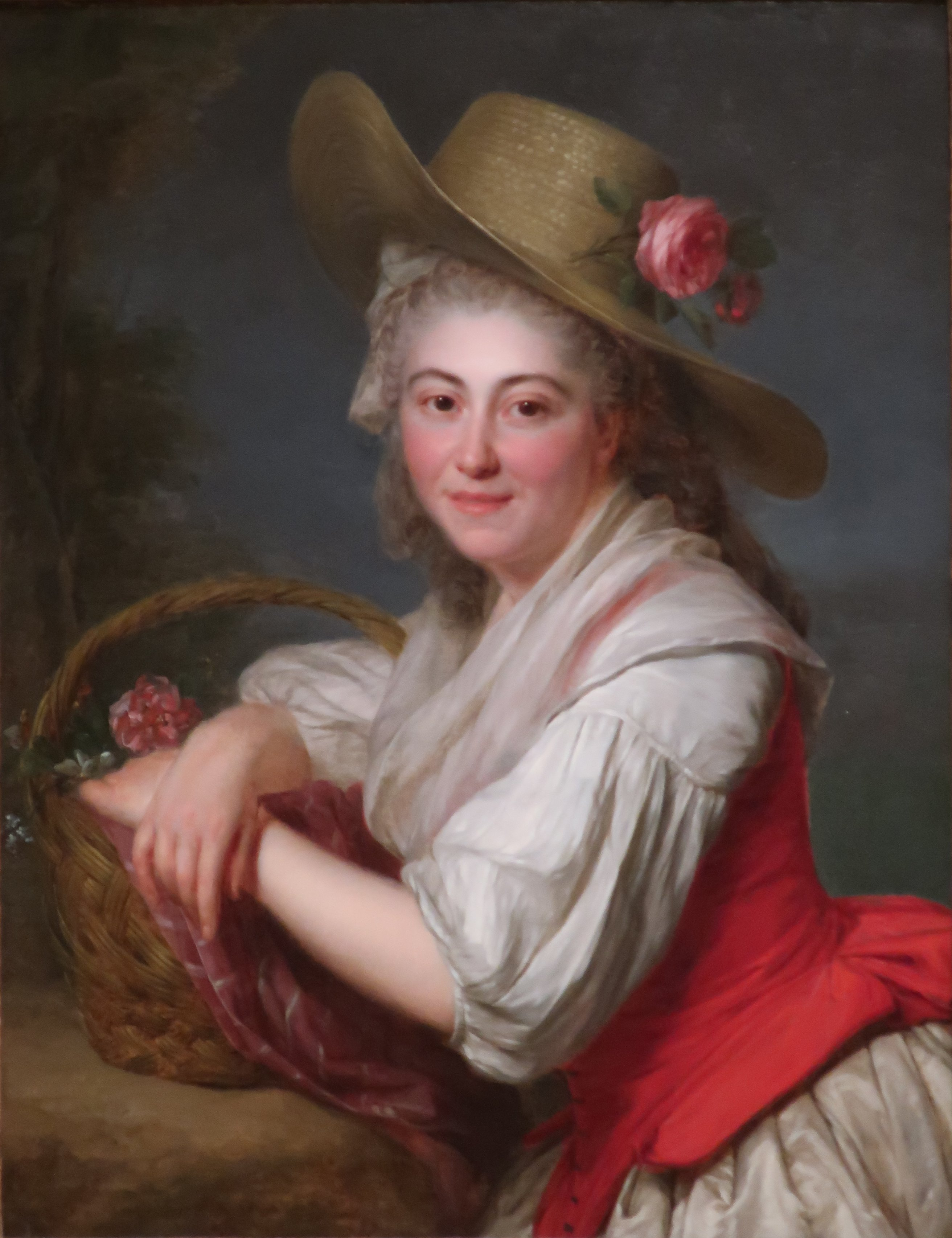
Antoine Vestier, The Pretty Garderner, 1787
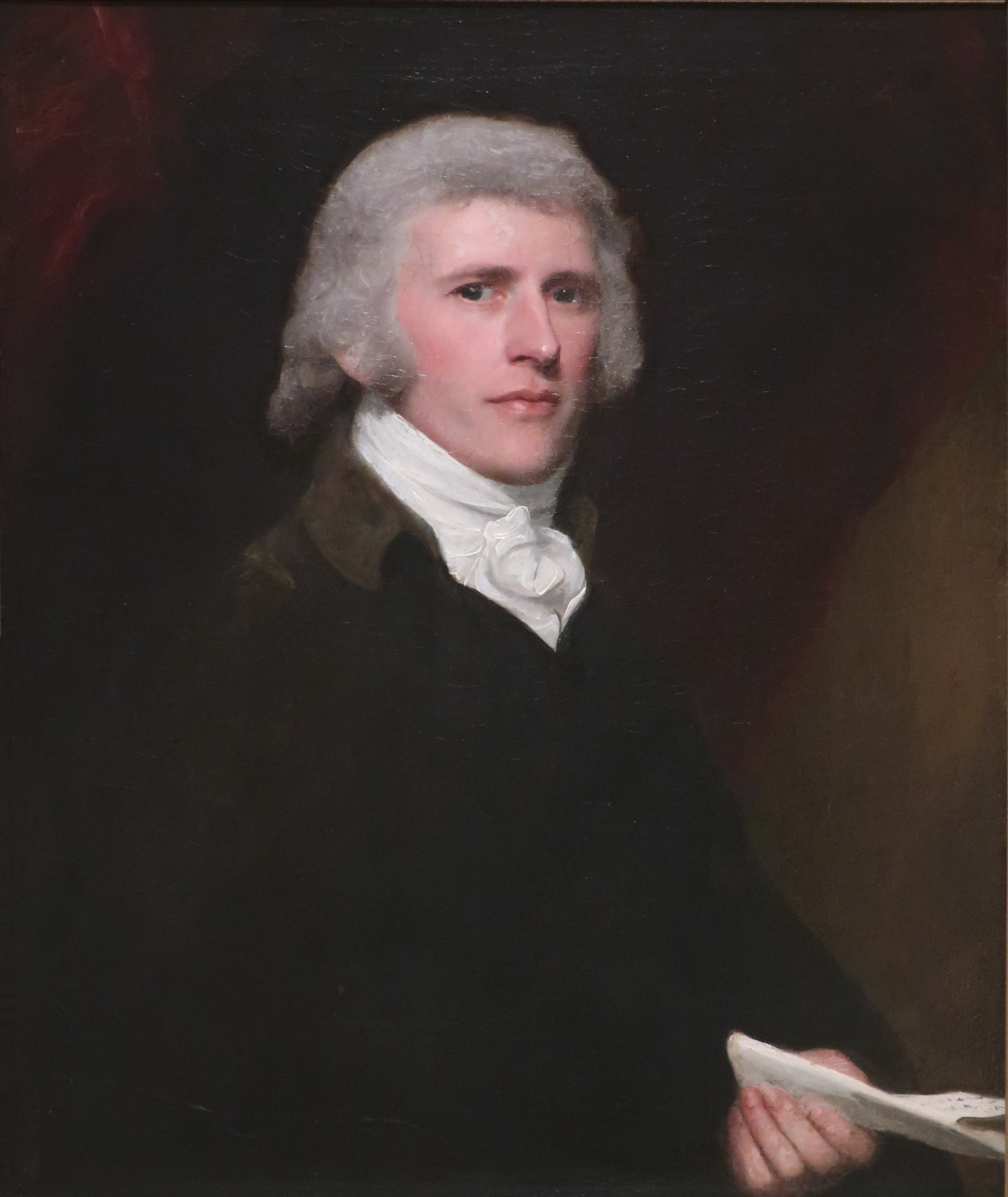
John Singleton Copley, Portrait of John A. Graham, vers 1798
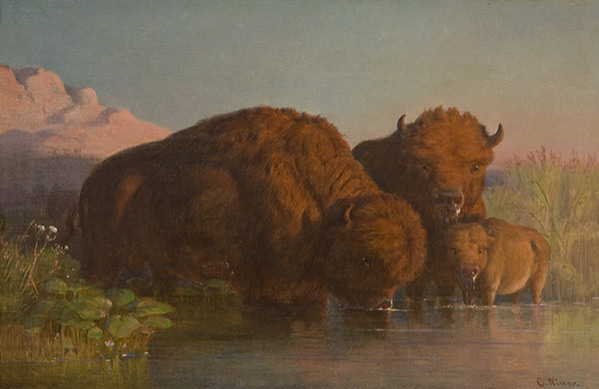
Karl Ferdinand Wimar, Buffalo Drinking, 1861-1862
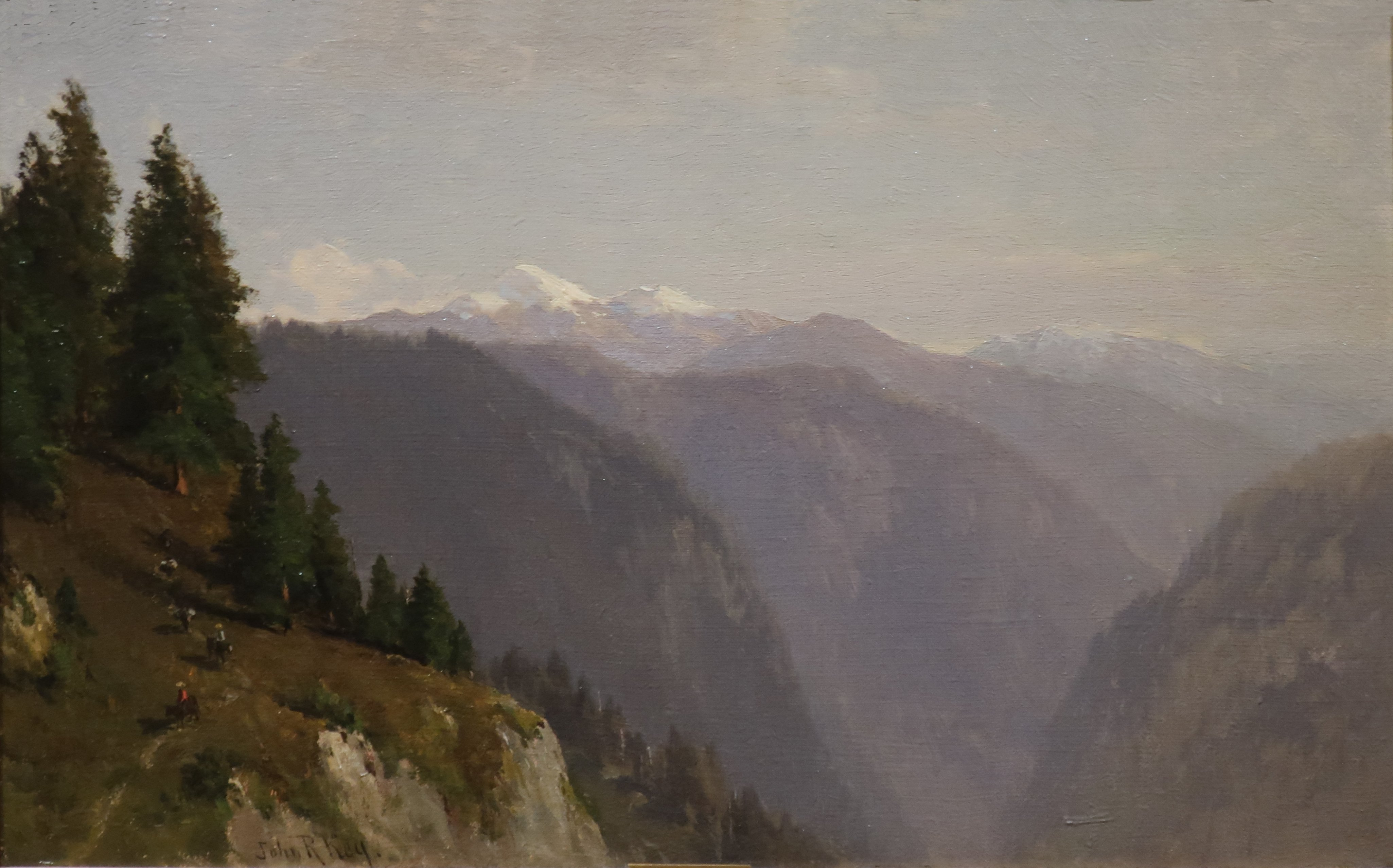
John Ross Key, Sierra, Tioga Pass, 1870
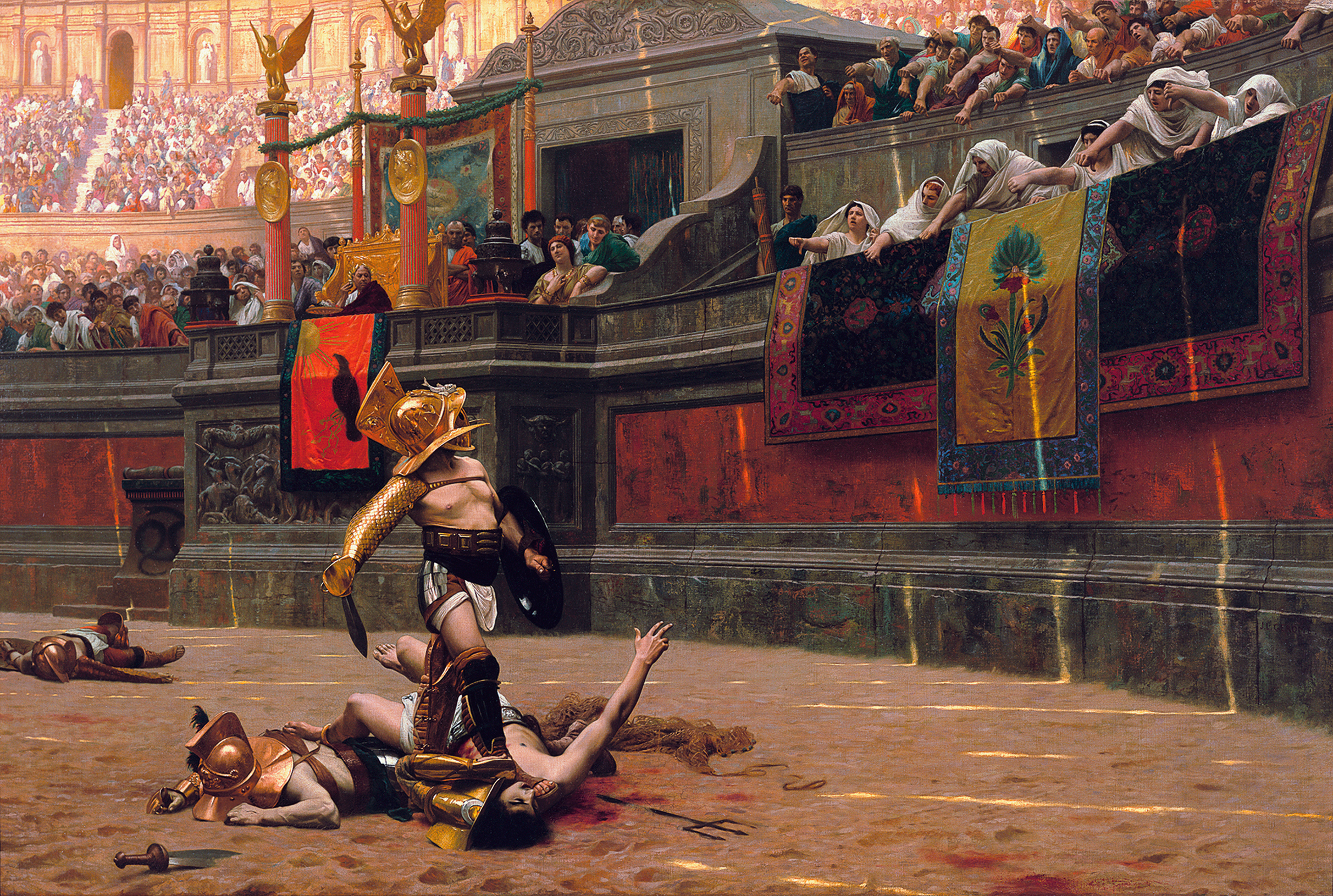
Jean-Léon Gérôme, Pollice verso, 1872
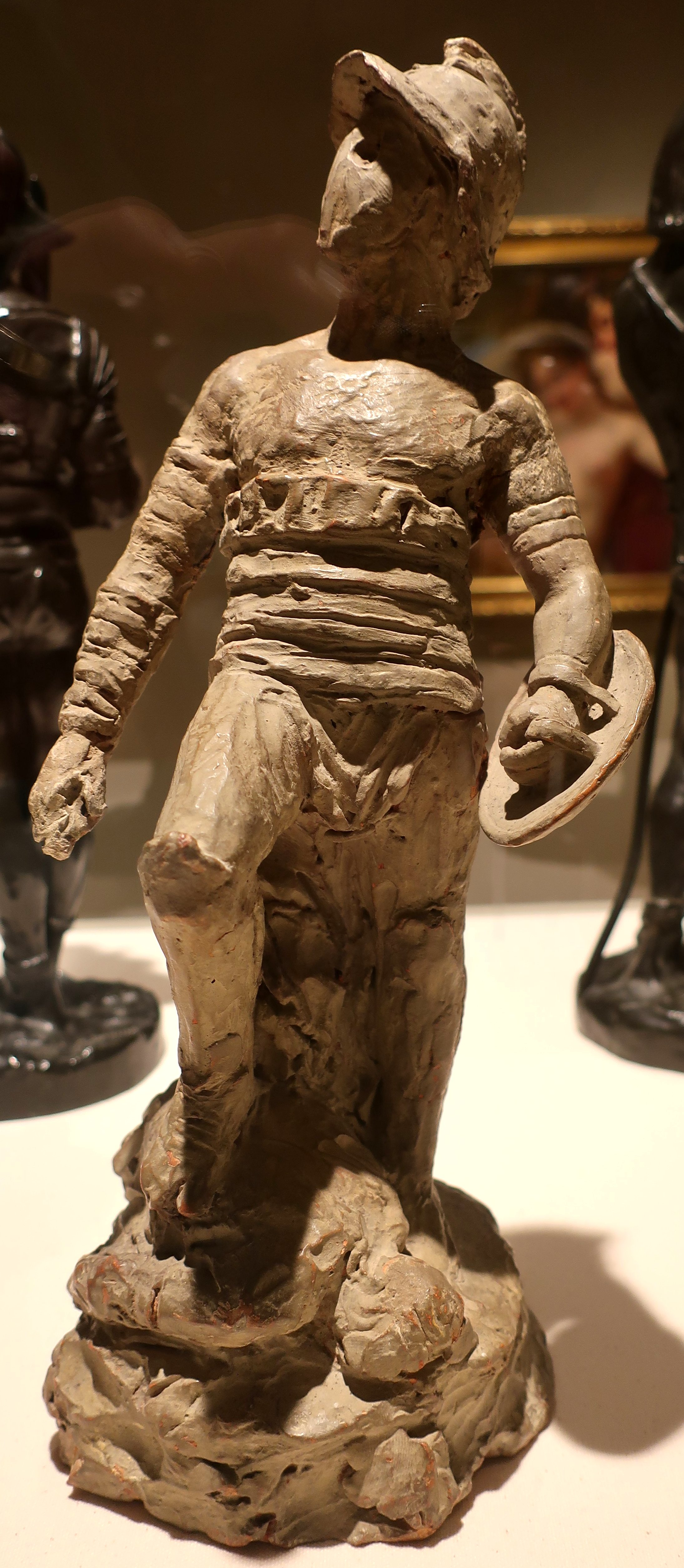
Jean-Léon Gérôme, Gladiateur, vers 1877
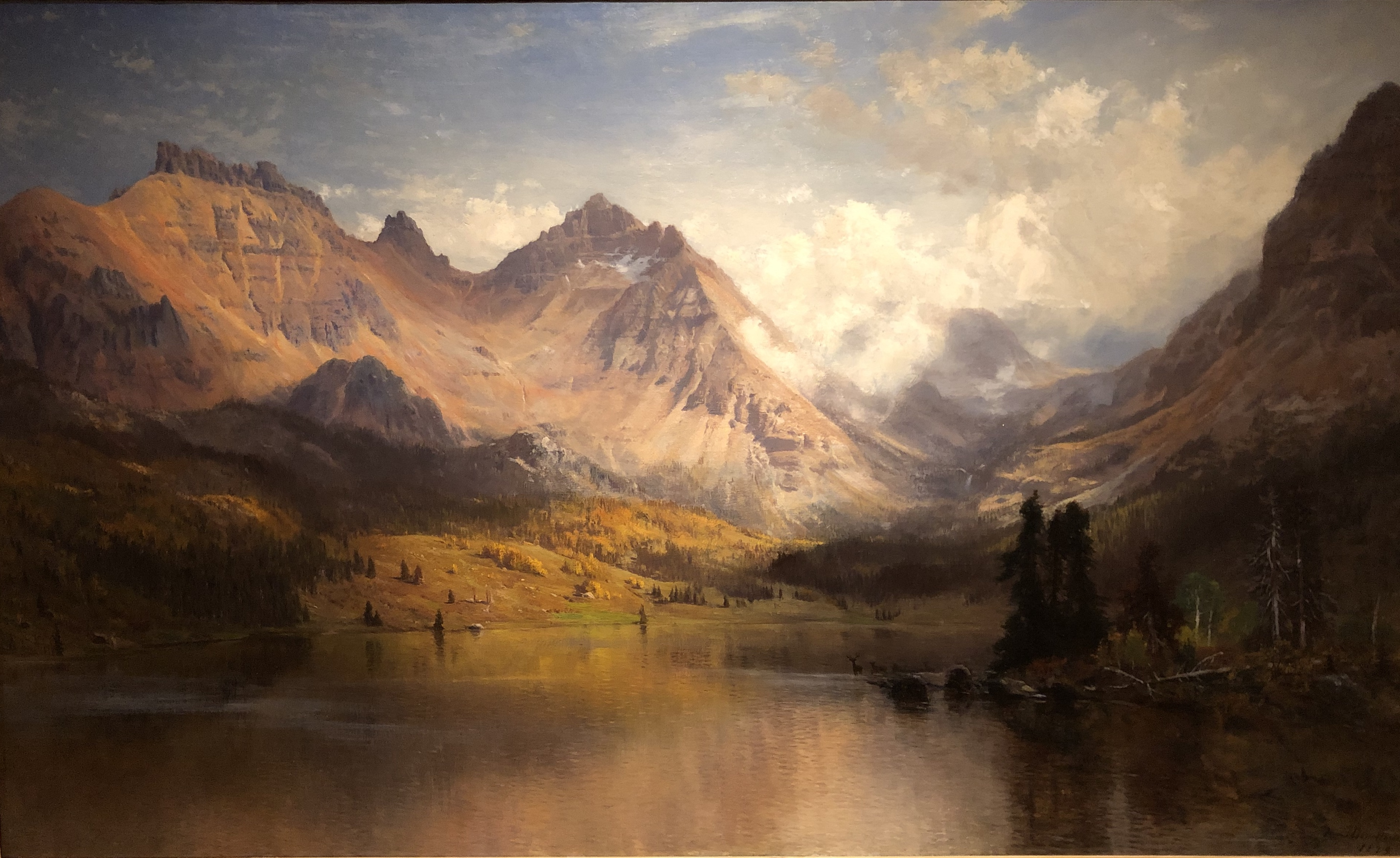
Hamilton Hamilton, Trout Lake, Colorado, 1879
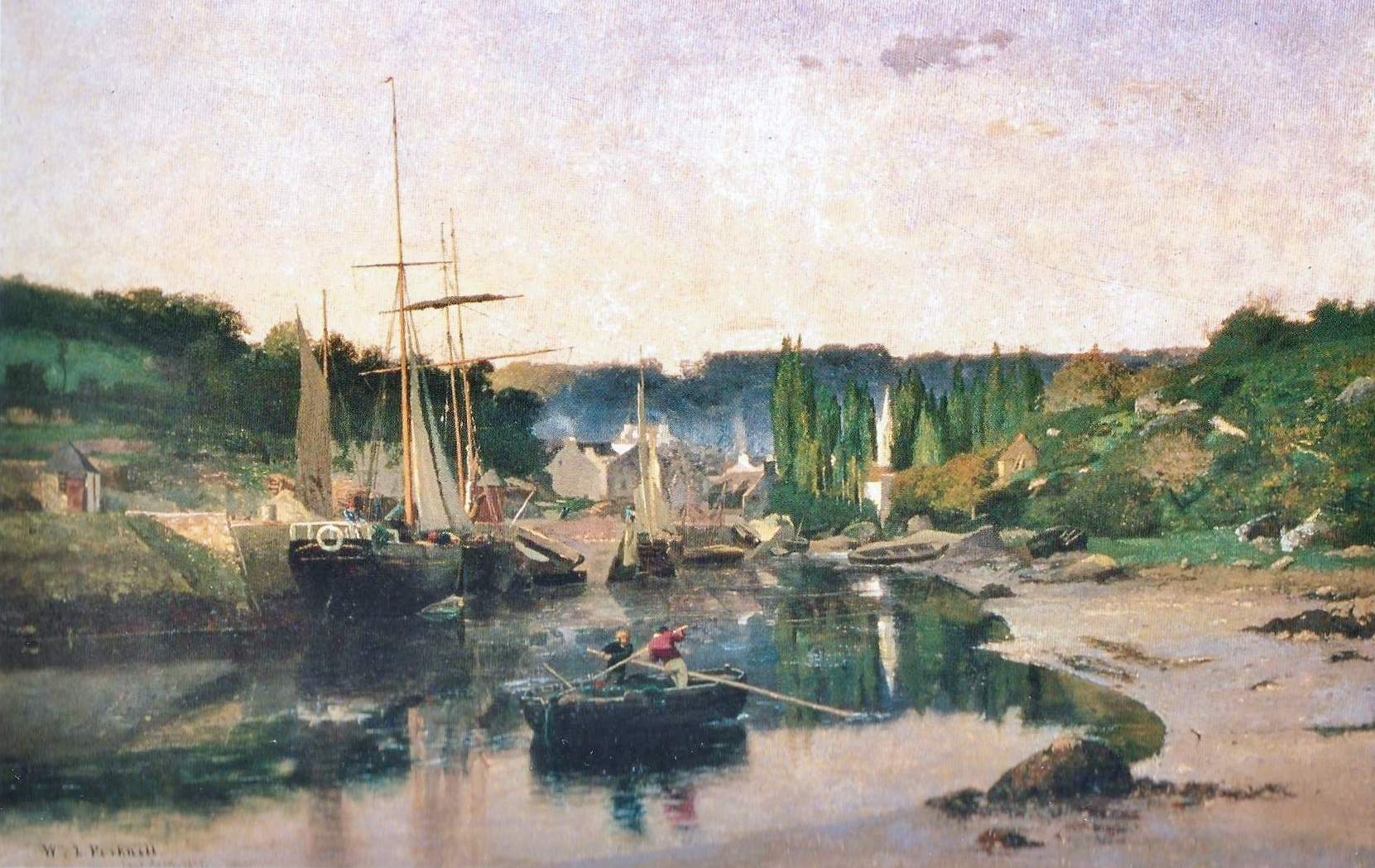
William Lamb Picknell, Le Port de Pont-Aven, vers 1879
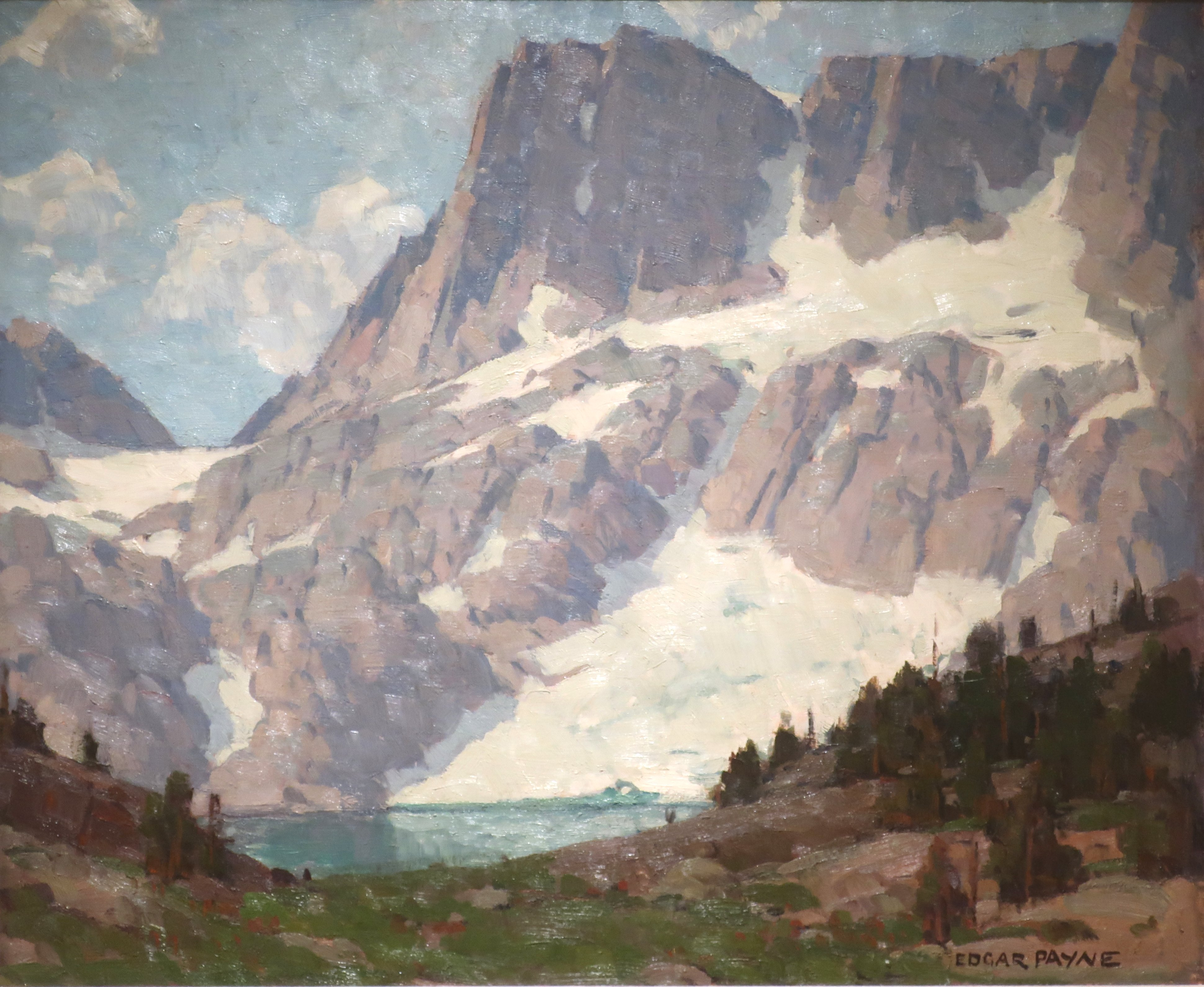
Edgar Payne, Mountain Lake, sans date
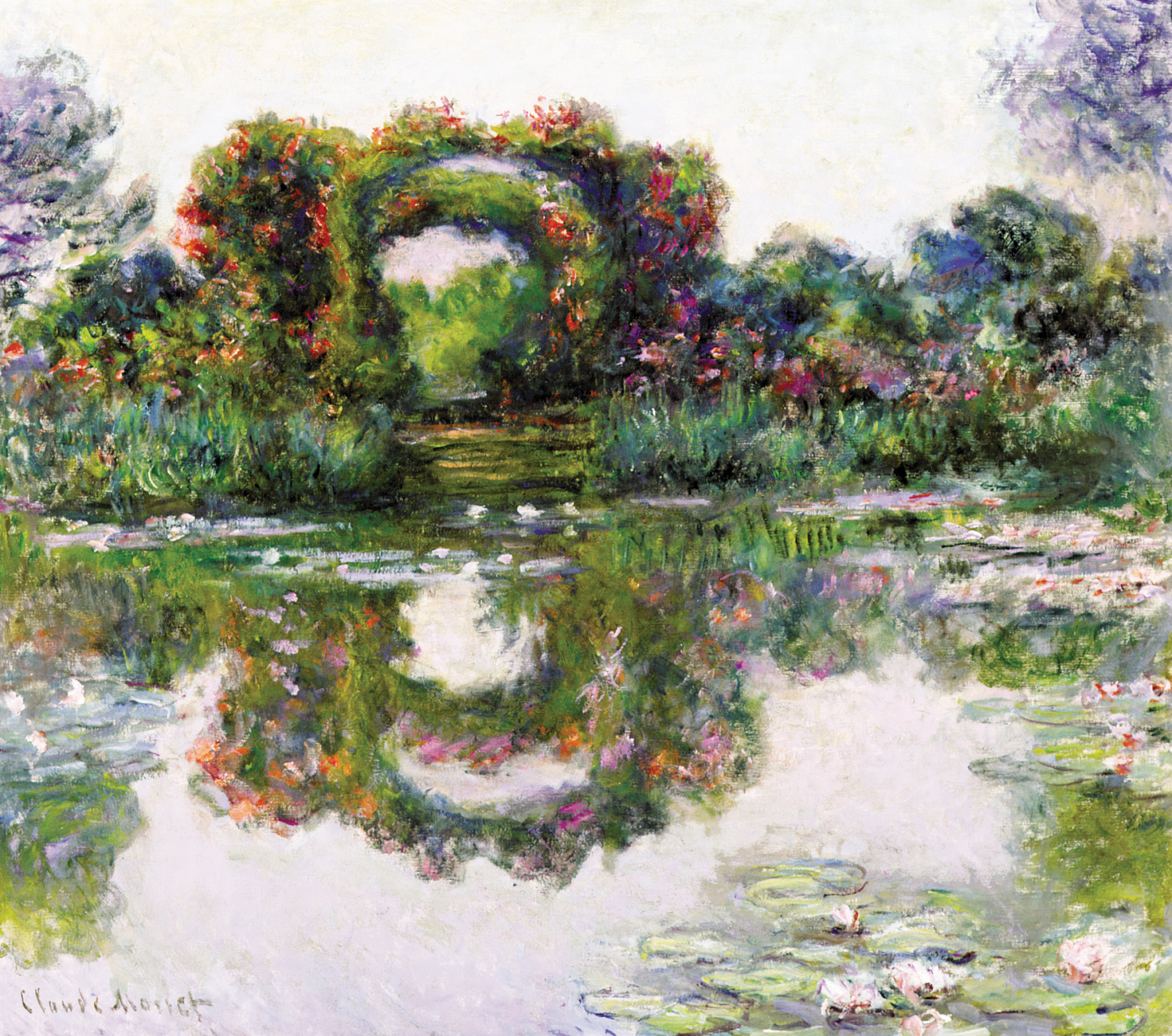
Claude Monet, Les arceaux fleuris, 1913
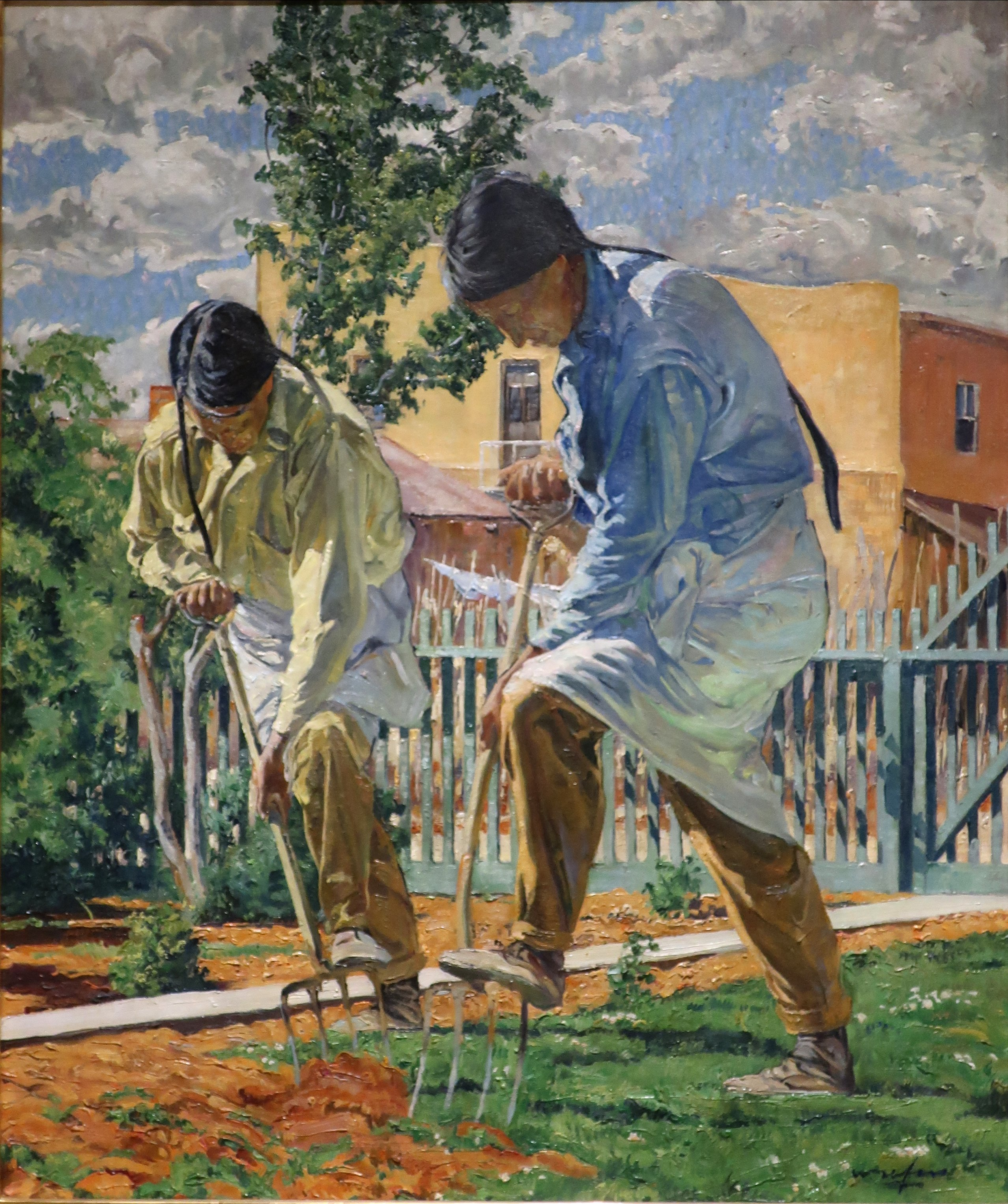
Walter Ufer, The Garden Makers, 1923
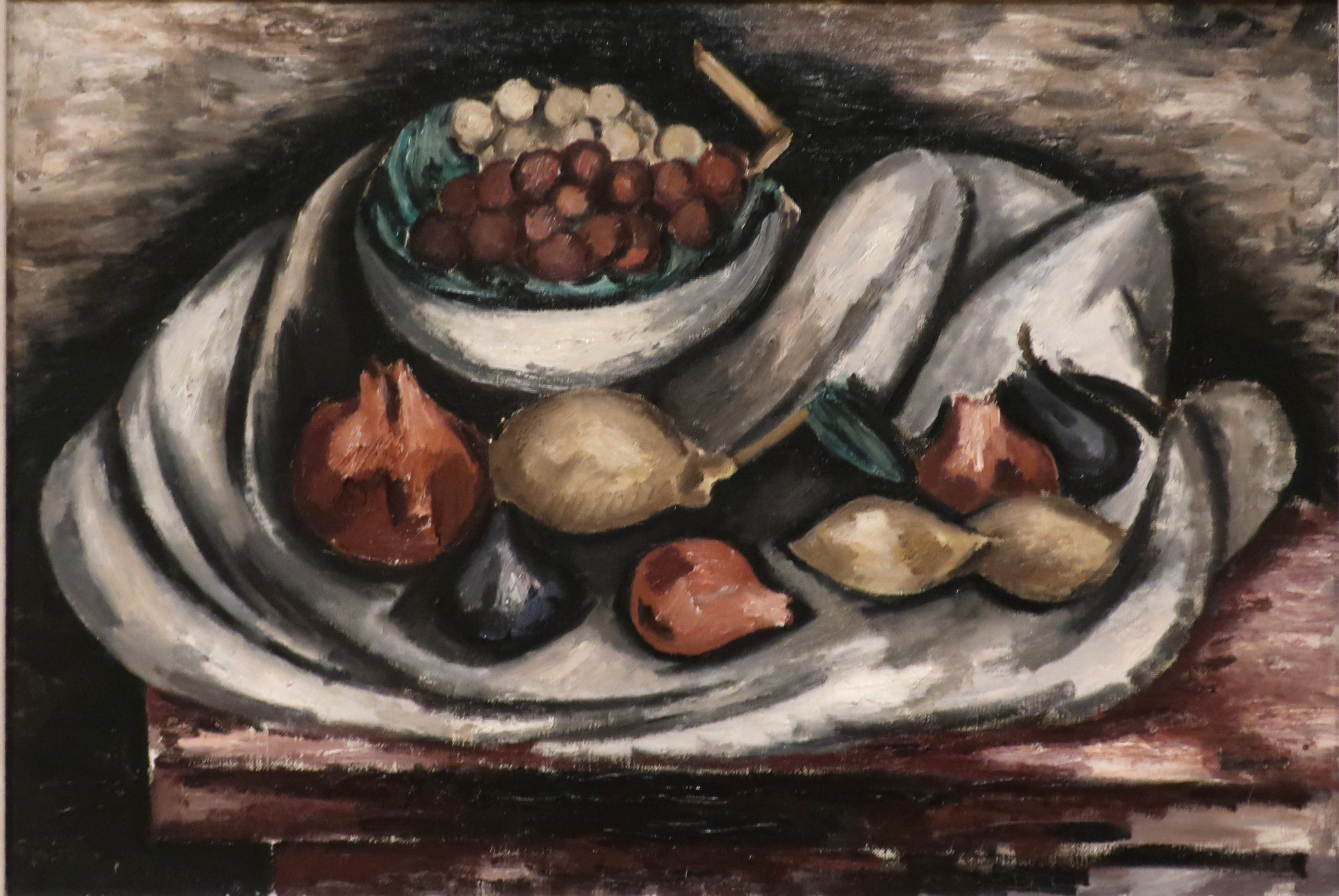
Marsden Hartley, Still Life with Compote and Fruit, 1928
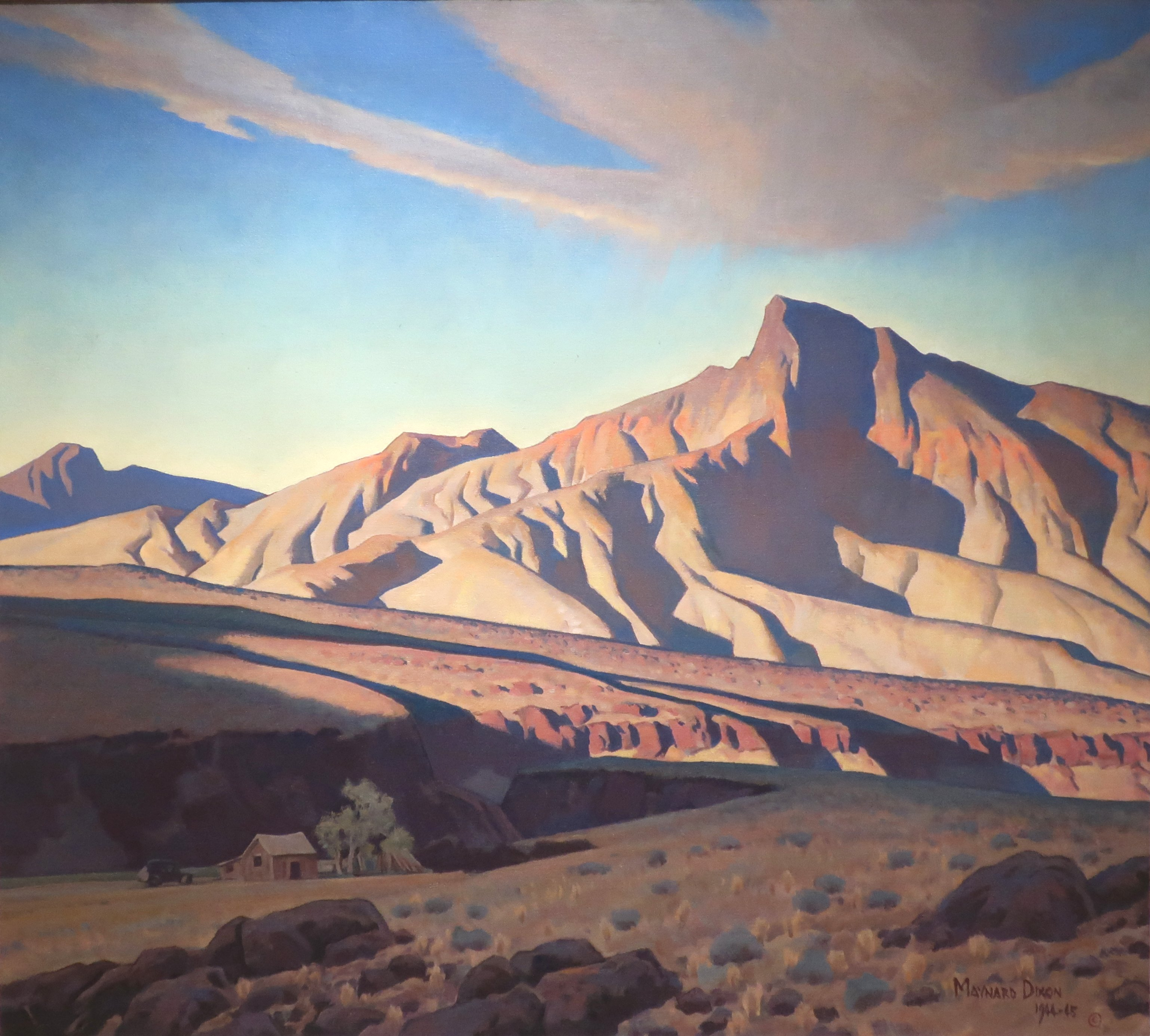
Maynard Dixon, Home of the Desert, 1944-1945